# Enge IJssel
De Enge IJssel is een riviertje in de Lopikerwaard, in de Nederlandse provincie Utrecht. Het heeft een totale lengte van 4,25 km en valt binnen het Hoogheemraadschap De Stichtse Rijnlanden.
De Enge IJssel is een vervolg van de Kromme IJssel en begint ten westen van het gebied Het Klaphek (gemeente IJsselstein), vlak bij waar in vroegere tijden de Hollandse IJssel aan de Lek verbonden was. Het riviertje stroomt via Lopikerkapel naar Uitweg, waar het overgaat in de Lopikerwetering.